# フリーフォール (1994年の映画)
『フリーフォール』（Freefall）は、1994年のアメリカ合衆国のアクション映画。監督はジョン・アーヴィン、脚本・製作はデヴィッド・ジトとレス・ウェルドン、出演はエリック・ロバーツ、ジェフ・フェイヒー、パメラ・ギドリーなど。組織に狙われた女流カメラマンと、彼女を助ける謎の男の活躍を描いている。
本国米国では劇場公開を予定していたが、結果的にオリジナルビデオ作品としてリリースされた。日本ではビデオ発売後に一部の劇場で公開された。

## ストーリー
野生動物写真家のケイティ・マズールは、勤務する雑誌を発行する国際企業のCEOで婚約者でもあるデックスから頼まれ、これまで絶滅したと思われていたとあるハヤブサを撮影するために南アフリカへと渡る。現地で彼女は、高所からのパラシュートジャンプを専門とするグラント・オライオンと出会い、激しく恋に落ちる。
ケイティは彼と一夜を共にするが、意識を失ってしまい、目が覚めた時には、オライオンの姿はなかった。傷心し、帰国しようと中継地フランスに宿泊していた彼女であったが、部屋に突然入ってきた警察に部屋中を捜索され、パスポートを没収されてしまう。出国できなくなった彼女はデックスに助けを求め、彼女の宿泊先に駆け付けた彼は大使館に交渉することを約束する。
デックスが部屋を出た後、オライオンからのメッセージを受け取ったケイティは、彼と別のホテルのロビーで再会を果たす。しかし、突然、何者かに襲われ、激しい銃撃を受ける。2人は何とかその場を逃げ出すことに成功し、オライオンは自らの正体がインターポールの秘密捜査官であることを明かす。そして、暗殺者のリストをケイティが持っていて、それを暗殺組織が狙っていると告げ、一緒に探すことを提案する。
宿泊先に戻ってきた2人は、荷物の中を探すが、それらしきものは見つからない。デックスから大使に会って欲しいとの連絡を受けたケイティは、大使に会うためにクリケットの会場へと向かう。そこで、オライオンの写真を見せられ、彼の素性を聞かされる。10年前にスタントマンとして名を馳せたが、スタントが失敗し同僚が亡くなったことでスタントを辞め、さらには人殺しにも関与していたが無罪となっていて、以降は傭兵として欧州から南アメリカまで世界中で活動をしているとのことだった。
そのとき、またもや殺し屋たちからの襲撃を受け、デックスが射殺されてしまう。拉致されそうになるケイティであったが、会場にいたオライオンが彼女を連れて逃げる。しかし、大使から見せられた情報のこともあり、ケイティは彼を信用してよいのか迷う。
その夜、黒ずくめの武装集団が隠れ家にいた2人を襲撃する。襲撃からは逃れたものの、今度はスーツ姿のインターポールと名乗る者たちに捕らえられ、保護のためと称してピレネー山脈まで連れて行かれる。オライオンもまた同様に連行されていたが、途中で逃げ出していた。逃亡した彼の捜索が続く中、ケイティは死んだはずのデックスと再会し、驚く。デックスは死を偽装したことや自分が国際警察であることを明かす。また、暗殺者リストを受け取るためにケイティを南アフリカに派遣したことを認める。しかし、ケイティ自身はリストを受け取ったこともそれがどこにあるのかも知らなかった。デックスはオライオンの名もリストにあると伝え、彼から離れるように忠告する。デックスのことを信じれなくなり、オライオンとデックスのどちらを信じていいのかケイティは迷い始めるも、そのうち、気を失ってしまう。
意識が朦朧とするケイティに何かを注射しようとするデックスだったが、そこへオライオンが駆け付け、彼につかみかかる。デックスは銃を取り出すも落としてしまい、その銃をケイティが拾う。デックスとオライオン、2人に銃を向けるケイティは、自らがされそうになっていたことを踏まえて、オライオンを信用することにする。デックスを拘束し、オライオンとケイティはその場を逃げ出す。
薬の影響で、足元がおぼつかないケイティを隠れさせ、オライオンは追ってきた男たちを撃退する。さらに、追ってきたデックスと崖の上で決闘し、彼を墜落死させる。インターポールだったデックスは、金のために暗殺組織へ名簿を売り、それをケイティの深層心理の中に埋め込んで運ぼうとしていたのが真相であった。

## キャスト
- グラント・オライオン: エリック・ロバーツ - 高所からのジャンプ専門のスタントマン。
- ケイティ・マズール: パメラ・ギドリー（英語版） - 野生動物写真家。
- デックス・デラム: ジェフ・フェイヒー - ケイティが所属する雑誌を発行する多国籍企業のCEO。ケイティの婚約者。

## 公開
当初は劇場公開を想定していたが、結局、米国ではヴィドマーク・エンタテインメントが、そして、カナダでは同年にシネプレックス・オデオンがVHSで発売した。2002年にはプラチナディスクからDVDが発売された。
また、イギリスではメデューサ・ホーム・ビデオ社からオリジナルビデオ作品扱いで発売された。